# Аджами, Джоселин
Джо́селин М. Аджа́ми (англ. Jocelyn M. Ajami; 18 июня 1950, Каракас, Венесуэла) — американская художница, режиссёр, продюсер, сценаристка и кинооператор.

## Биография
Аджами, этнически ливанка, родилась и первоначально воспитывалась в Каракасе, Венесуэла. Она эмигрировала в Соединённые Штаты в детстве в 1961 году. Она окончила колледж Манхэттенвилла со степенью бакалавра изобразительных искусств, а затем получила магистерские степени в области живописи и истории искусств в Розари-Колледже, расположенного на вилле Schifanoia в Италии, недалеко от Флоренции.
Аджами начала свою карьеру как художница. Её абстрактные геометрические картины и рисунки, были выставлены в Studio 36 (студийная галерея в Бостоне, которую она основала), в Галереи Чапела, Галереи Кларка, Галереи Меркурия, Художественных музеях Броктона и Фитчбурга, и на персональных выставках в Бостоне, Нью-Йорке и Флоренции, Италия.
В 1991 году Аджами обратилась к производству и написанию документальных фильмов и экспериментальных видеороликов. Её первый экспериментальный фильм, «Тигр и куб», был выставлен в Бостонском институте современного искусства. После войны в Персидском заливе Аджами сняла «Джихад», короткое видео о значении термина «джихад», которое, по мнению Аджами, относится к внутренней борьбе, чтобы стать хорошим человеком, а не войне против других людей. Этот фильм получил почётное упоминание на Американском кинофестивале в 1992 году. Её документальный фильм «Оазис мира», об израильской деревне, где евреи и палестинцы живут вместе в гармонии, премьера состоялась в Музее современного искусства в Нью-Йорке в 1995 году был удостоен премии Международного кинофестиваля в Хьюстоне.
В 1996 году Аджами была награждена 12-месячной стипендией Фонда лидерства на Международном женском форуме совместно со Школой правительства Джона Ф. Кеннеди. Её документальный фильм 1998 года «Цыганское сердце» рассматривал танцы и культуру фламенко, премьера состоялась в Музее изобразительных искусств в Бостоне. За этим последовал фильм «Королева цыган» в 2002 году, документальная биография танцора Фламенко Кармен Амайи. Этот фильм получил несколько наград. В 2008 году Аджами сняла «Открытку из Ливана», фильм о последствиях Ливанской войны 2006 года. Она выиграла грант Фонда Ричарда Дрихауса, чтобы показать фильм на Дублинской дипломатической конференции по кассетным боеприпасам, где она также проводила кампанию против кассетных бомб.

## Работы
Фильмография
- "The Tiger and the Cube" (1991)
- "Jihad", (1992)
- "Oasis of Peace" (1995)
- "Gypsy Heart" (1998)
- "Queen of the Gypsies" (2002)
- "Postcard from Lebanon" (2008)
- "Human Heart Explodes" (2009)

Художественные работы
- "Eros-Thantos" (1987)
- "See No Evil, Hear No Evil, Speak No Evil" (2013)

Публикации
- Ajami, Jocelyn M. A Hidden Treasure (англ.) // Saudi Aramco World : magazine. — Aramco, 1993. — November (vol. 44, no. 6). — P. 2—9.
- Ajami, Jocelyn M. Jordan's House of the Arts (англ.) // Saudi Aramco World : magazine. — Aramco, 1996. — July (vol. 47, no. 4). — P. 2—7.